# راندي بوين
راندي بوين (بالإنجليزية: Randy Bowen)‏ هو نحات أمريكي، ولد في 2 ديسمبر 1961 في الولايات المتحدة.